# 戸塚廉
戸塚 廉（とづか れん、1907年7月12日 - 2007年9月）は、日本の教育運動家。

## 略歴
静岡県生まれ。静岡師範学校卒。掛川市で小学校教員となり、1930年同人誌『耕作者』を創刊。1932年新興教育同盟準備会に参加、1933年検挙され免職。上京して池袋児童の村小学校の講師となり、1935年『生活学校』を刊行。戦後は掛川市で『おやこ新聞』を発行。息子は掛川市議を務めた郷土新聞社会長・戸塚秀雄。孫の戸塚猛実が『郷土新聞』を継承している。

## 著書
- 『新しいPTA読本』（新評論） 1957
- 『いたずら教室』（講学館、日本の子ども文庫） 1959
- 『親も人間子も人間』（明治図書出版、母と教師を結ぶ文庫） 1960
- 『教師へ 国民からのねがい』（麦書房） 1961
- 『日刊新聞を作る子どもたち』（実業之日本社） 1961
- 『いたずらっ子バンザイ たくましい子に育てる教育』（あすなろ書房） 1970
- 『子どもを見る目』（国土社、ホームライブラリー） 1971
- 『民主学校をつくる子どもたち』（あすなろ書房） 1971
- 『小先生の発見 いたずら教育学』（栗田出版会） 1973
- 『おやこ新聞 もうひとつの教育』（日本放送出版協会、NHKブックス） 1974
- 『学級文化の開拓』（明治図書出版、生活指導選書） 1976
- 『はじける子どもの目』（あすなろ書房） 1976
- 『いたずらの発見 野に立つ教師五十年 1』（双柿舎） 1978
- 『児童の村と生活学校 野に立つ教師五十年 2』（双柿舎） 1978
- 『戦後地域改革とおやこ新聞 野に立つ教師五十年 3』（双柿舎） 1978
- 『民間教育運動の底流 江津三代記』（エムティ出版） 1991

### 共編
- 『学級通信・学級新聞活動入門』（川合章共編、明治図書出版）1969

## 論文
- 「寒川君の『出発書』を読んで」『教育科学研究』第2巻10号 (1940)

## 参考
- 日本人名大辞典『戸塚廉』 - コトバンク
- 地元、郷土新聞にSTOP!浜岡原発が紹介されました - STOP!浜岡原発ブログ